# Côte Bleue
La Côte Bleue es una parte de la costa mediterránea, ubicada al oeste de Marsella, hasta la desembocadura del Etang de Berre. Es el límite marítimo de los municipios de Le Rove, Ensuès-la-Redonne, Carry-le-Rouet, Sausset-les-Pins y finalmente Martigues.
El nombre Côte Bleue se refiere al color del agua que bordea el macizo rocoso, la chaîne de l'Estaque (también llamado chaîne de la Nerthe).

## Geografía

### Situación
La costa de la Côte Bleue, entre Carro y Marsella, está formada por una sucesión de calas de piedra caliza, que albergan pequeños puertos y playas o calas de difícil acceso.
De este a oeste, se encuentra:
- Le Rove: la cala de l'Establon, de La Vesse, de Figuerolles, de Niolon, de Jonquier, de Riflard, de l'Érevine (parcialmente)
- Ensuès-la-Redonne: la cala de l'Érevine (parcialmente), de Petit Méjean, de Grand Méjean, de Figuières, de los Athénors, de la Redonne, del Puy, de Eaux salées (parcialmente)
- Carry-le-Rouet: la cala de Eaux salées (parcialmente), de la Tuilière

Las otras ensenadas, desde Le Rouet hasta La Couronne, no se consideran calas, a excepción de La Tuilière (ver más arriba).

### Flora y fauna
La vegetación natural se compone principalmente de matorrales, luego prados. La vegetación es escasa en algunas zonas áridas debido a la pendiente o la falta de suelo. Los viejos pinares fueron degradados en el siglo XX por la extensión agrícola, los incendios forestales y el sobrepastoreo de cabras. Las especies de esta vegetación semidesértica son coscoja, romero, tojo, enebros y plantas herbáceas (romerillo, tomillo).
Debido a la escasa vegetación, la diversidad de especies animales se reduce en comparación con otras costas provenzales. Las especies incluidas en la lista de interés patrimonial son principalmente animales que viven en ambientes abiertos o rocosos: águila perdicera, La collalba rubia, halcón peregrino, vencejo pálido, lagarto ocelado, etc.

## Galería

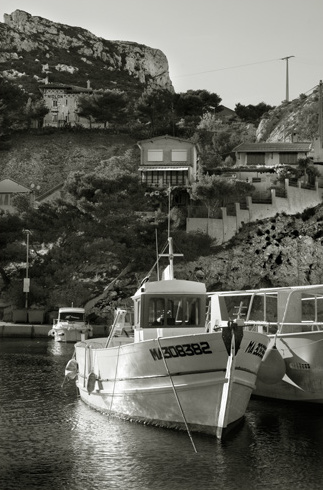
El puerto de Niolon.
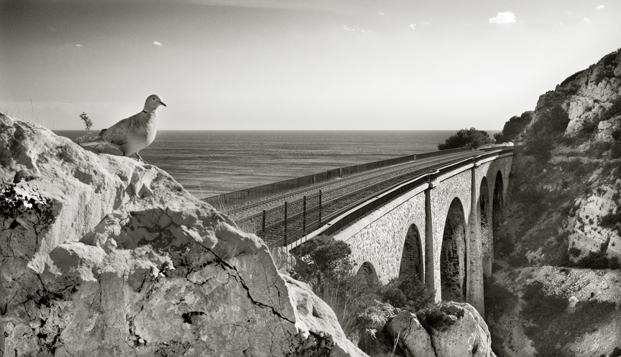
Niolon, cerca del sendero aduanero.
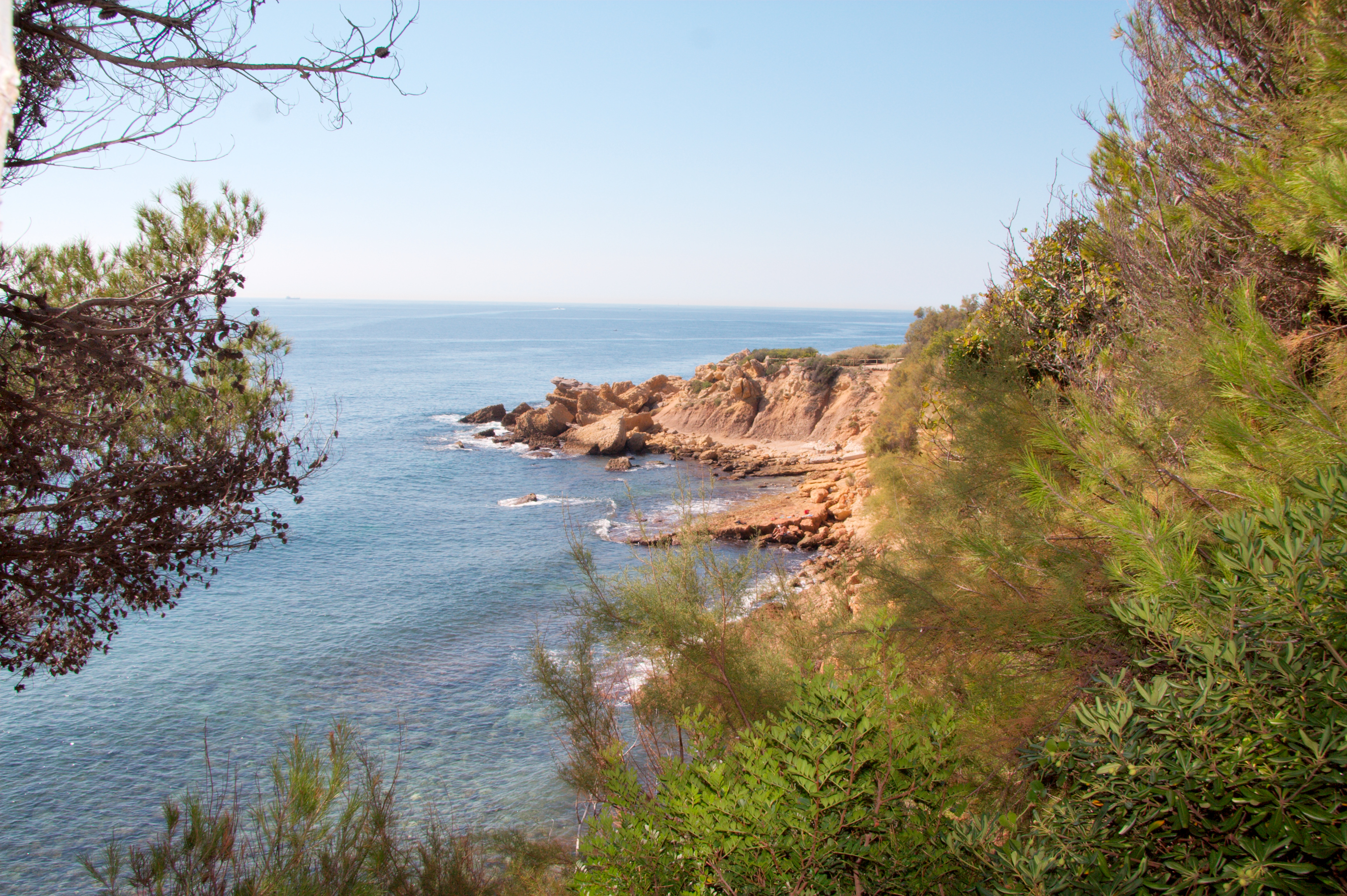
Cerca de Carry-le-Rouet.
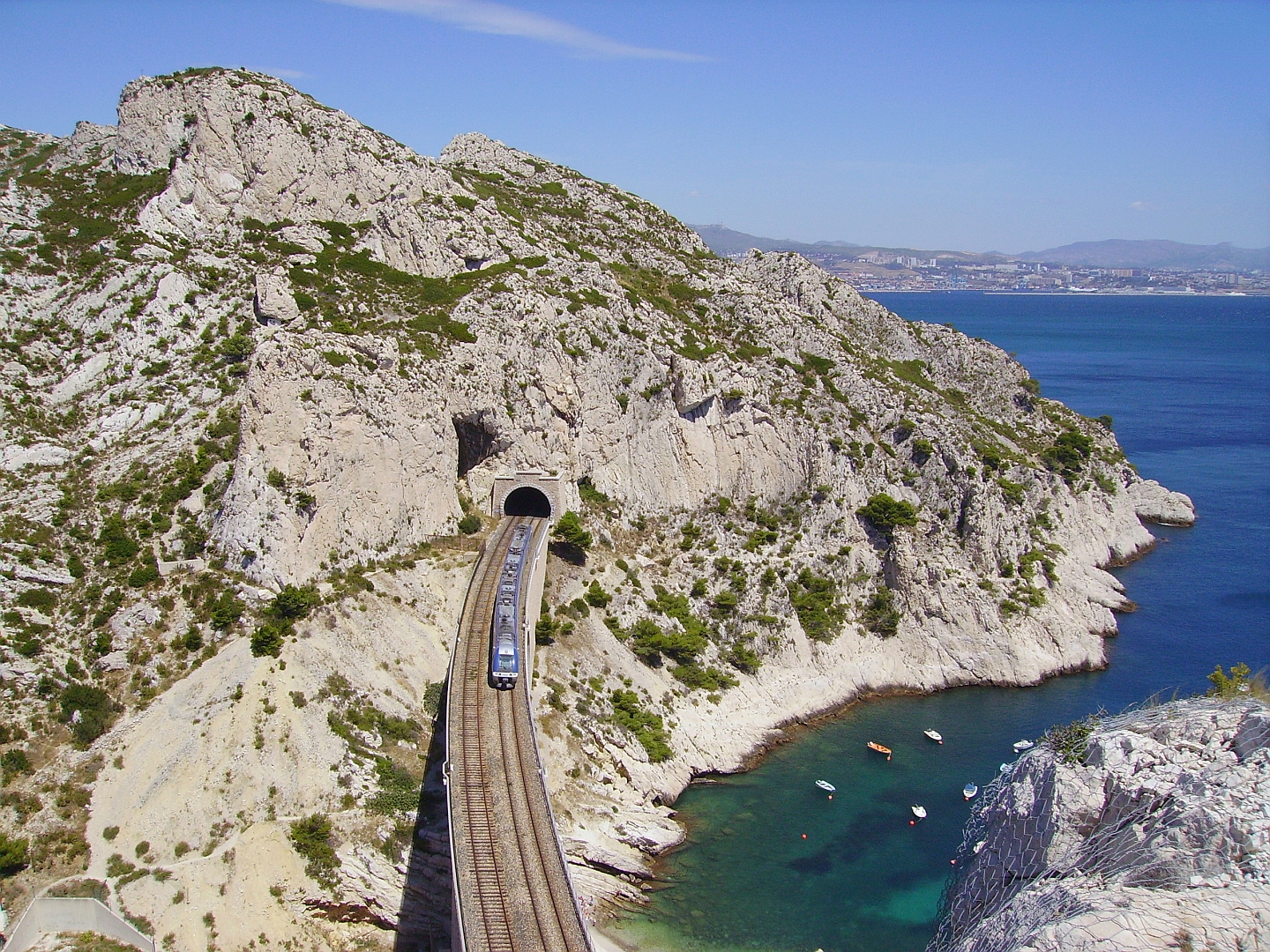
La cala de La Vesse.
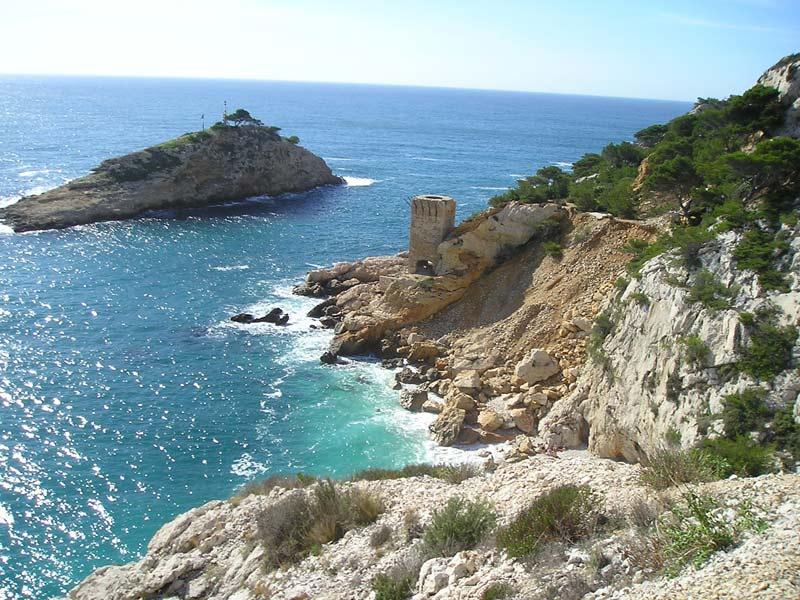
l'Érevine visto del alto de Niolon.